# Velho Faceta
Constantino Leite Moisakis (Carpina, Pernambuco, a 8 de janeiro de 1925 - Pernambuco, Brasil, a agosto de 1986), mais conhecido como Velho Faceta, foi um personagem do pastoril profano de Pernambuco.
O "Pastoril do Velho Faceta" também era conhecido por "Rosa Branca". Faceta preferia se apresentar em pequenos povoados, onde a população sabia participar da brincadeira, com shows interativos.
Algumas de suas músicas fizeram bastante sucesso, como por exemplo "É mais embaixo" e "Bacurinha", emplacados por Chacrinha, e  "O casamento da filha do Seu Faceta", que teve uma versão bastante conhecida feita por Os Trapalhões chamada "A filha do seu Faceta" ou "Papai, eu quero me casar".

## Discografia
Velho Faceta – Pastoril do Faceta Vol 1
1978 – Bandeirantes Discos
| N.º | Título                                        | Duração |  |
| 1.  | "Chamada do Velho Faceta"                     |         |  |
| 2.  | "Apresentação do Velho Faceta / Os 25 bichos" |         |  |
| 3.  | "Marimbondo miudinho"                         |         |  |
| 4.  | "É mais embaixo"                              |         |  |
| 5.  | "Cuidado cantor"                              |         |  |
| 6.  | "O casamento da filha de Seu Faceta"          |         |  |
| 7.  | "Brinquedinho de taioba"                      |         |  |
| 8.  | "A pulga"                                     |         |  |
| 9.  | "Bacurinha"                                   |         |  |
| 10. | "A nossa Mestra tem o pé de ouro"             |         |  |
| 11. | "Despedida do Velho Faceta"                   |         |  |

Velho Faceta – Pastoril do Faceta vol.2
1979 – Bandeirantes Discos
| N.º | Título                                        | Duração |  |
| 1.  | "Jornada da Mestra"                           |         |  |
| 2.  | "Chamada do Velho Faceta"                     |         |  |
| 3.  | "Boa Noite do Velho Faceta / Amor de Criança" |         |  |
| 4.  | "Dona Maçu"                                   |         |  |
| 5.  | "Galinha Preta"                               |         |  |
| 6.  | "O Colchão"                                   |         |  |
| 7.  | "Perdoa Sá Dona"                              |         |  |
| 8.  | "Nabo Seco (A Mulher do Cego)"                |         |  |
| 9.  | "Vacaria"                                     |         |  |
| 10. | "O Maxixe"                                    |         |  |
| 11. | "O Piriquito"                                 |         |  |
| 12. | "Trazai"                                      |         |  |
| 13. | "Catolé"                                      |         |  |
| 14. | "Despedida da Mestra"                         |         |  |

Velho Faceta – Pastoril do Faceta vol.3
1980 - Clack 
| N.º | Título                          | Duração |  |
| 1.  | "Apresentação do Pastoril"      |         |  |
| 2.  | "Anunciação do Velho Faceta"    |         |  |
| 3.  | "A Espiga"                      |         |  |
| 4.  | "Pirão Gostoso"                 |         |  |
| 5.  | "Pato, Peru, Pavão"             |         |  |
| 6.  | "Ô Muié, Seus Dez-Tões Tá Aqui" |         |  |
| 7.  | "Beliscou Meu Gavião"           |         |  |
| 8.  | "O Finado"                      |         |  |
| 9.  | "Eu Vou, Você Não Vai"          |         |  |
| 10. | "Corneta Afinada"               |         |  |
| 11. | "Jornada"                       |         |  |
| 12. | "Chore Acauã"                   |         |  |

Velho Faceta – Os grandes sucessos do pastoril
Coletânea que reúne os maiores sucessos do Velho Faceta. 1981 – Clack
| N.º | Título                           | Duração |  |
| 1.  | "É mais embaixo"                 |         |  |
| 2.  | "A espiga"                       |         |  |
| 3.  | "Dona Maçu"                      |         |  |
| 4.  | "Cuidado cantor"                 |         |  |
| 5.  | "O colchão"                      |         |  |
| 6.  | "Pato, peru, pavão"              |         |  |
| 7.  | "O casamento da filha do Faceta" |         |  |
| 8.  | "Nabo seco (A Mulher do Cego)"   |         |  |
| 9.  | "O finado"                       |         |  |
| 10. | "Bacurinha"                      |         |  |
| 11. | "O periquito"                    |         |  |
| 12. | "Galinha preta"                  |         |  |